# まんのう町立四条小学校
まんのう町立四条小学校（まんのうちょうりつ しじょうしょうがっこう）は、香川県仲多度郡まんのう町四条にある公立小学校。

## 沿革
- 1981年（昭和56年） - 西田井地区が満濃町立吉野小学校と統合し、満濃町立満濃南小学校（現・まんのう町立満濃南小学校）となる[1]。
- 2006年（平成18年）3月20日 - 仲多度郡満濃町が同郡3町と合併、まんのう町が発足したのに伴い、まんのう町立四条小学校に改称。

## 通学区域
- 西田井、林と福家の一部の地域を除く旧四條村全域
- 旧吉野下村地区の全域
- 長炭地区の西佐岡、東佐岡、田渕、寺の前の地域と高篠地区の小原、上仲屋敷、祓川、立石上、馬場上の地域
  - 卒業生は基本的にまんのう町立満濃中学校へ進学する。

## 周辺
- まんのう町役場
- 光隆寺
- 若林神社
- 土器川
- 祓川公園
- 国道32号
- 香川県道282号高松琴平線

## 交通
- 高松琴平電気鉄道（ことでん）琴平線 榎井駅から東へ600m
- 琴参バス 四条小学校前バス停にて下車
- 香川県道200号まんのう善通寺線沿い

## 通学区域が隣接している学校
- まんのう町立長炭小学校
- まんのう町立満濃南小学校
- 琴平町立榎井小学校
- 琴平町立象郷小学校
- まんのう町立高篠小学校
- 丸亀市立岡田小学校

## 関係項目
- 香川県小学校一覧
- 四条小学校 - 同名校の曖昧さ回避ページ